# Jean-François Millet

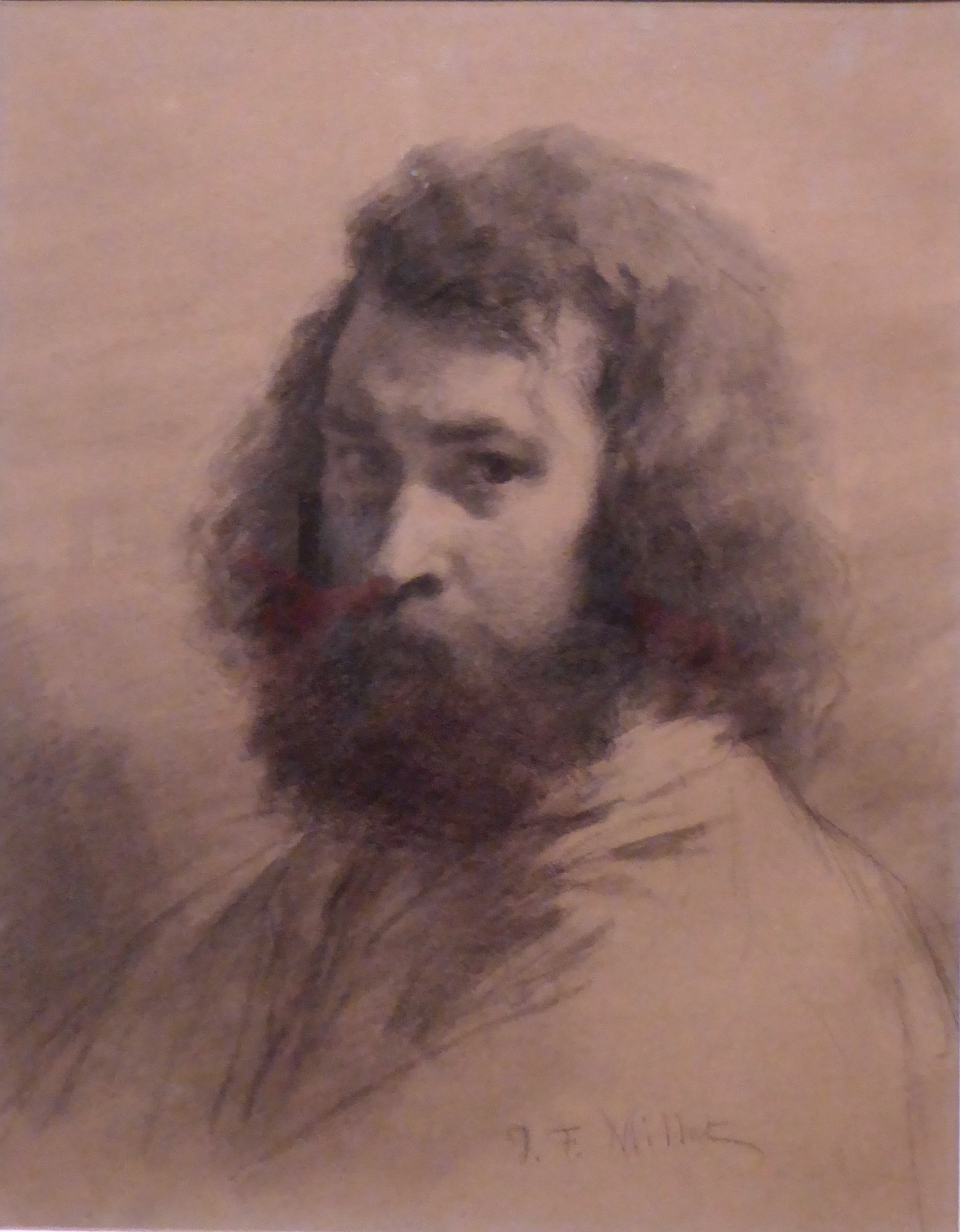
Jean-François Millet (1814–1875), Selbstporträt 1845/46. Kohle und schwarze Kreide

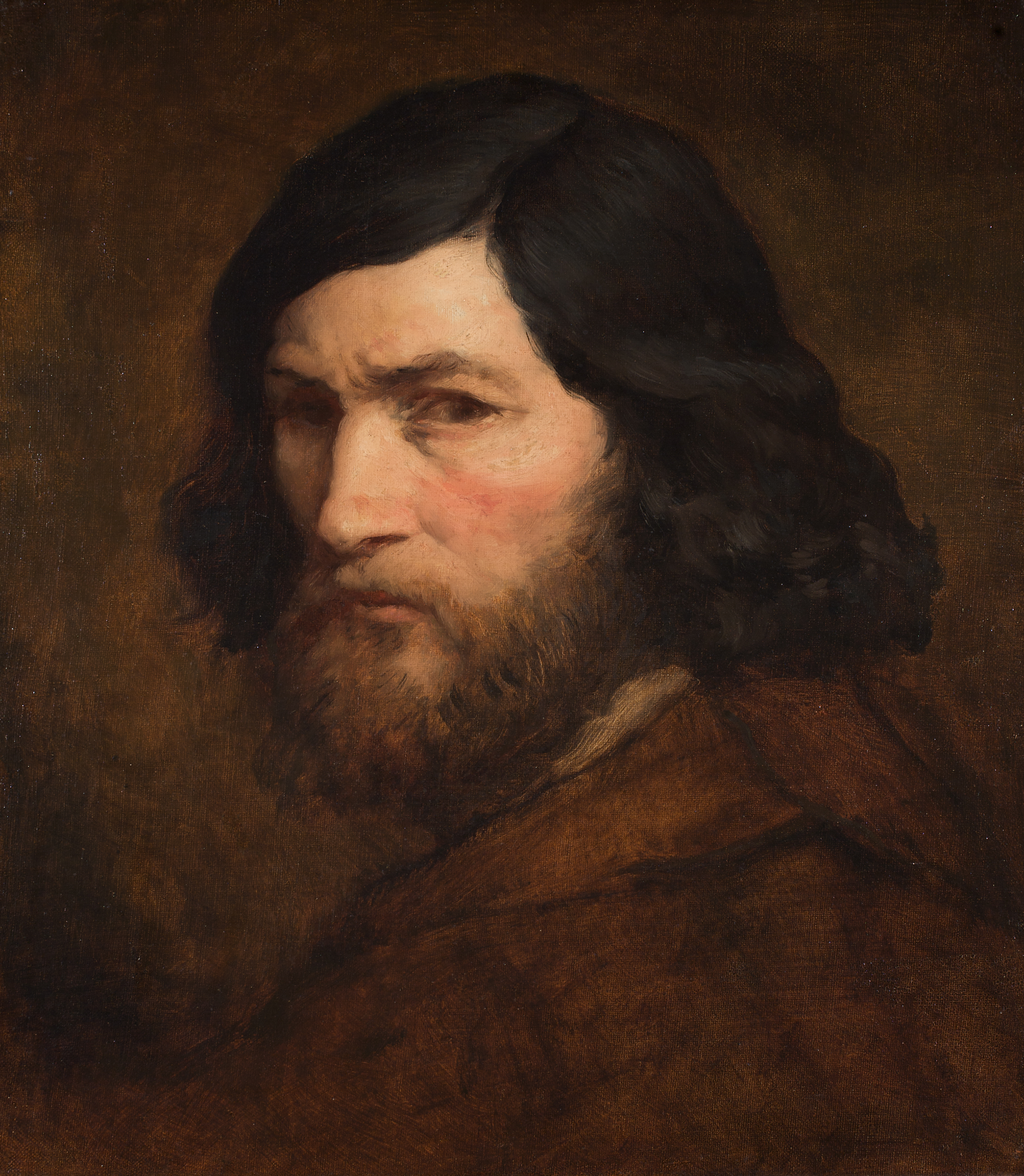
Selbstbildnis, um 1850, Belvedere, Wien

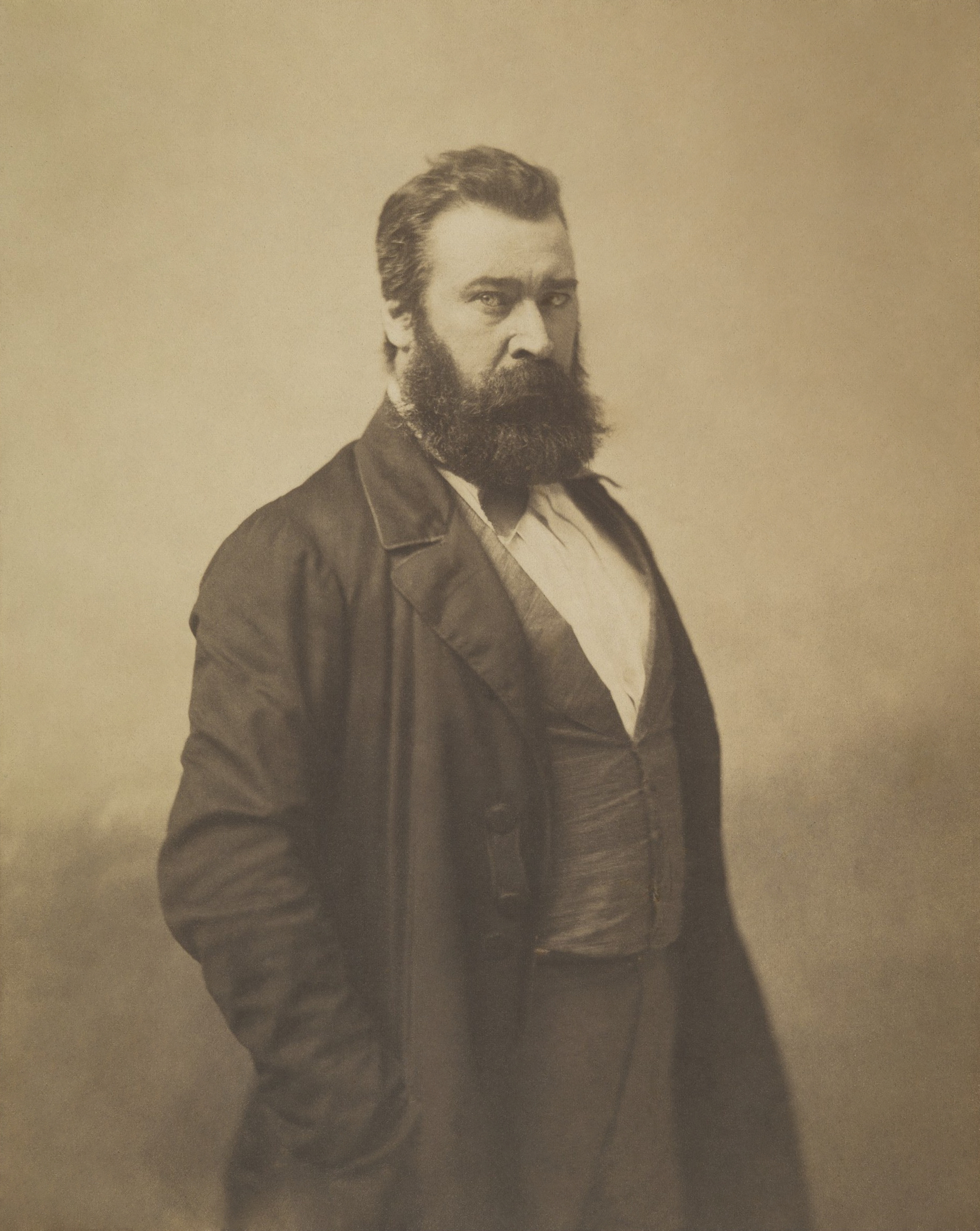
Jean-François-Millet: Fotografie von Nadar, um 1857

Jean-François Millet (* 4. Oktober 1814 im Weiler Gruchy in Gréville-Hague, Normandie; † 20. Januar 1875 in Barbizon) war ein französischer Maler des Realismus. Neben Camille Corot ist er einer der führenden Künstler der Schule von Barbizon.

## Leben und Werk
Millet wurde als Sohn von wohlhabenden Landwirten, Jean-Louis Nicolas Millet (aus Saint-Germain-le-Gaillard) und dessen Ehefrau Aimée Henriette Adélaïde Henry geboren. Schulunterricht erhielt er durch den Abt Herpent. Mit Billigung und Unterstützung der Eltern nahm er in Cherbourg bei den Künstlern Alfred Mouchel und Jean-Charles Langlois seine ersten künstlerischen Studien auf. Die Gemeinde Cherbourg verlieh ihm ein Stipendium, das ihm die Fortsetzung seiner Studien an der École des Beaux-Arts in Paris bei Paul Delaroche ermöglichte. Im Louvre studierte er die alten Meister Andrea Mantegna, Giorgione, Michelangelo und Nicolas Poussin und fertigte Zeichnungen nach ihrem Vorbild an.
1837 entstanden die ersten Ölgemälde. 1840 war er zum ersten Mal mit einem Bild auf dem Pariser Salon vertreten. 1841 heiratete er Pauline-Virginie Ono, die bereits am 21. April 1844 starb.
Zwischen 1841 und 1847 fertigte er, zwischen Paris und Cherbourg pendelnd, Porträts von Familienangehörigen und Persönlichkeiten aus Cherbourg sowie Gemälde mit mythologischen Szenen an. Obwohl seine Porträts jener Jahre eine feine, empfindsame Behandlung der Farben und des Lichtes zeigen, lebte er in schwierigen wirtschaftlichen Verhältnissen. Vor allem seine mythologischen, stilistisch an das Rokoko angelehnten Szenen stießen beim Publikum auf spöttische Kritik. Sein Bild Ödipus von 1847 fand jedoch das Interesse und die Zustimmung des anerkannten Kritikers Théophile Thoré; dieser verglich Millet mit den spanischen Malern und den Brüdern Antoine, Louis und Mathieu Le Nain.
Dieses Bild blieb jedoch das letzte jener Schaffensphase. Millet begann nun, sich der bäuerlichen Arbeitswelt zuzuwenden. Im Revolutionsjahr 1848 löste sein Gemälde Le Vanneur (der Kornschüttler) eine Sensation auf dem Pariser Salon aus: Republikanisch gesinnte Kunstfreunde nahmen es mit begeisterter Zustimmung auf, bürgerliche Kreise reagierten mit Abscheu. Der republikanische Minister Ledru Rollin erwarb das Bild.

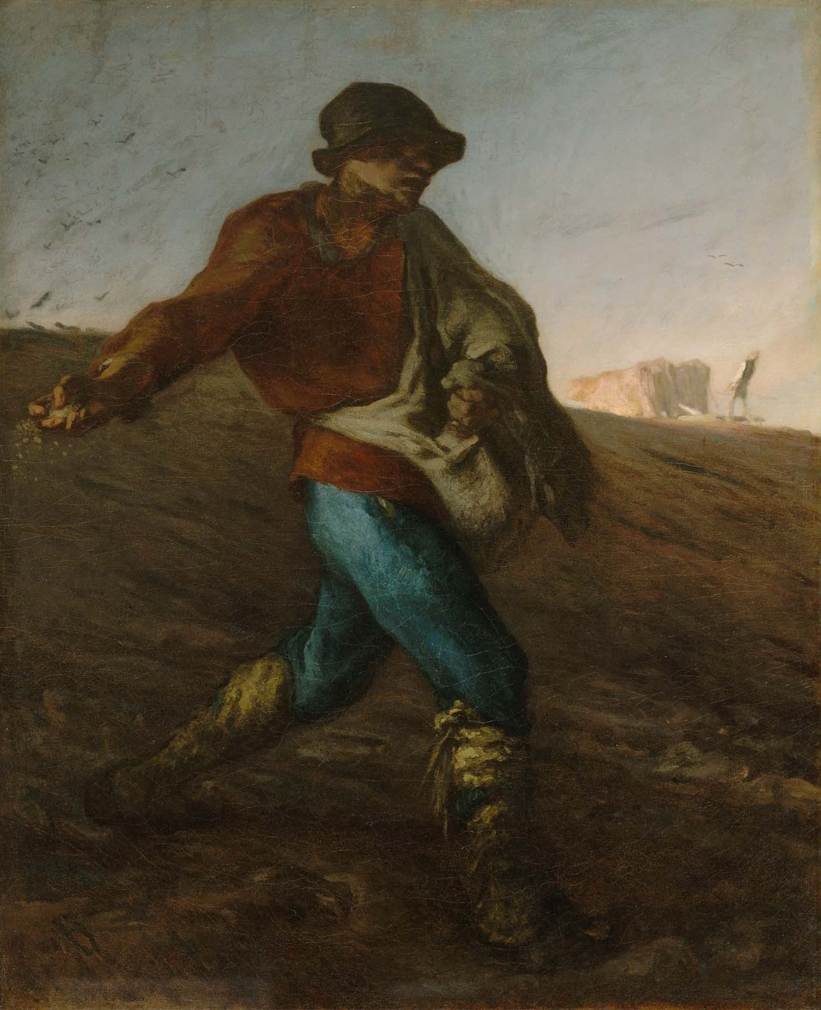
Der Sämann (1850): Ein Bild, das Vincent van Gogh zu einer Kopie in seinem eigenen Stil angeregt hat

Wegen der großen Choleraepidemie von 1830 zog Millet 1849 mit seinen Angehörigen in das südlich von Paris am Rand des Waldes von Fontainebleau gelegene Dorf Barbizon. Ab den 1850er Jahren konnte er vom Verkauf seiner Bilder in wirtschaftlich gesicherten Verhältnissen leben. Seine realistischen Bilder der harten bäuerlichen Arbeitswelt, beispielsweise Les Glaneuses (Die Ährenleserinnen) von 1857, trugen ihm bei manchen den Ruf eines Revolutionärs ein. Er selbst verwahrte sich jedoch gegen diese Bezeichnung.
Mit seinem Werk Mann mit der Hacke befasste er sich im Jahr 1860–1862 wieder mit der bäuerlichen Arbeitswelt. Dieses Bild malte er für einen Salon im Jahr 1863.
Ab 1863 wandte er sich, unter anderem beeinflusst durch seinen engen Freund Théodore Rousseau, der Landschaftsmalerei zu. Bilder wie das 1868–1873 entstandene Printemps (Frühling) nehmen bereits Stilelemente des Impressionismus vorweg. 1867 wurde eine große Zusammenstellung seiner Werke auf der Weltausstellung in Paris gezeigt. 1868 wurde er mit dem Orden eines Ritters der Ehrenlegion ausgezeichnet.
In seinen späten Lebensjahren, etwa ab 1865, fertigte Millet eine ganze Reihe von Pastellzeichnungen an. Seine späten Landschaftsgemälde und Zeichnungen mit ihrem mystischen Licht rückten ihn in die Nähe des Symbolismus. 1874 erhielt er den Auftrag zum Ausmalen einer Kapelle im Panthéon. Er konnte diese Arbeit jedoch nicht mehr vollenden.
François Millet starb, durch wochenlange quälende Husten- und Migräneanfälle entkräftet, im Januar 1875 im Alter von 60 Jahren in Barbizon und wurde auf dem Friedhof von Chailly-en-Bière bestattet, wo auch Théodore Rousseau ruht.
Millets Gemälde waren und sind teilweise sehr populär, Les Glaneuses (Die Ährenleserinnen) beispielsweise wurde häufig als Kunstdruck vervielfältigt und als preiswerter Wandschmuck verkauft.

## Werke (Auswahl)

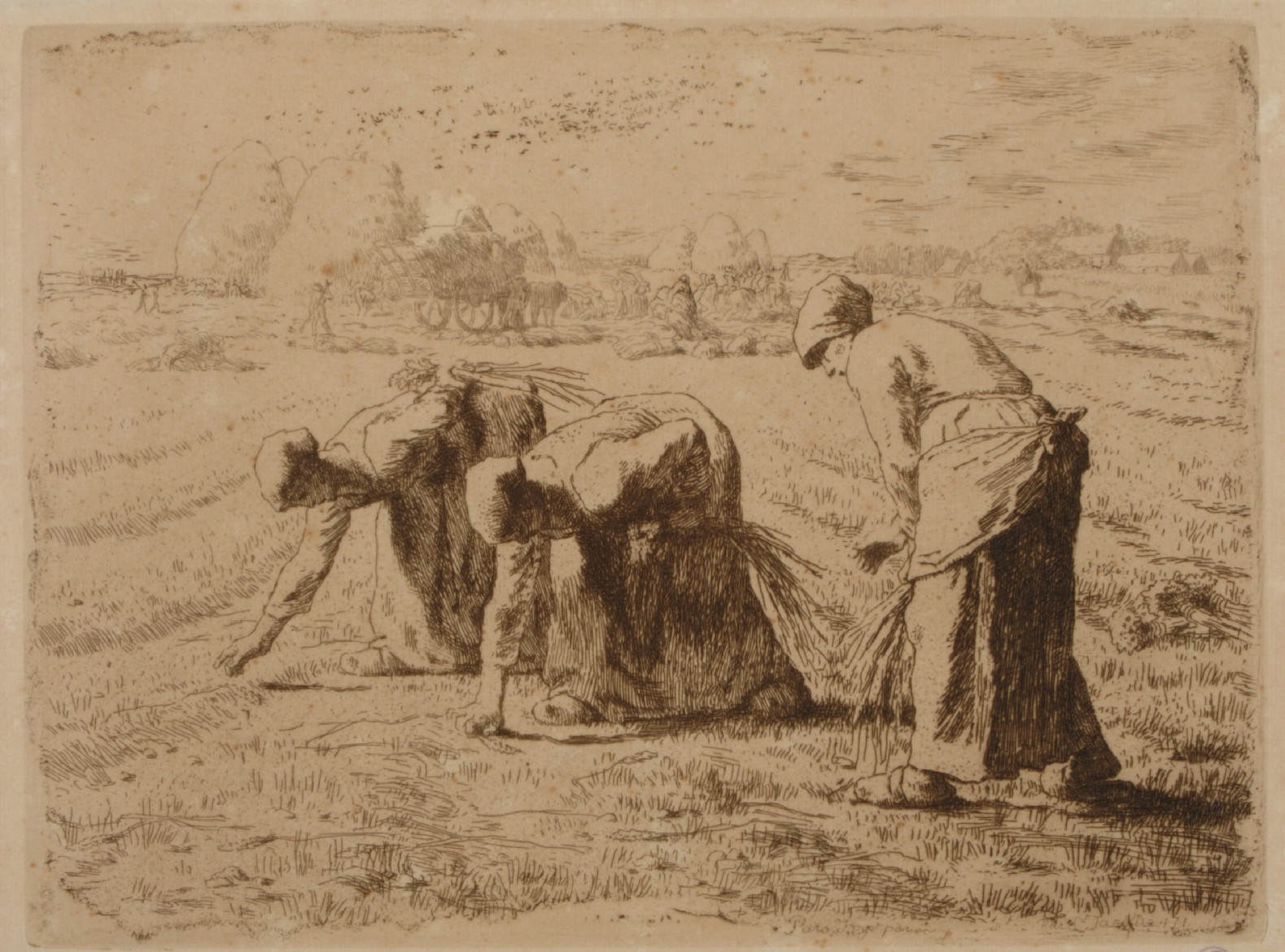
Jean-François Millet, Les Glaneuses (Radierung), post 1857

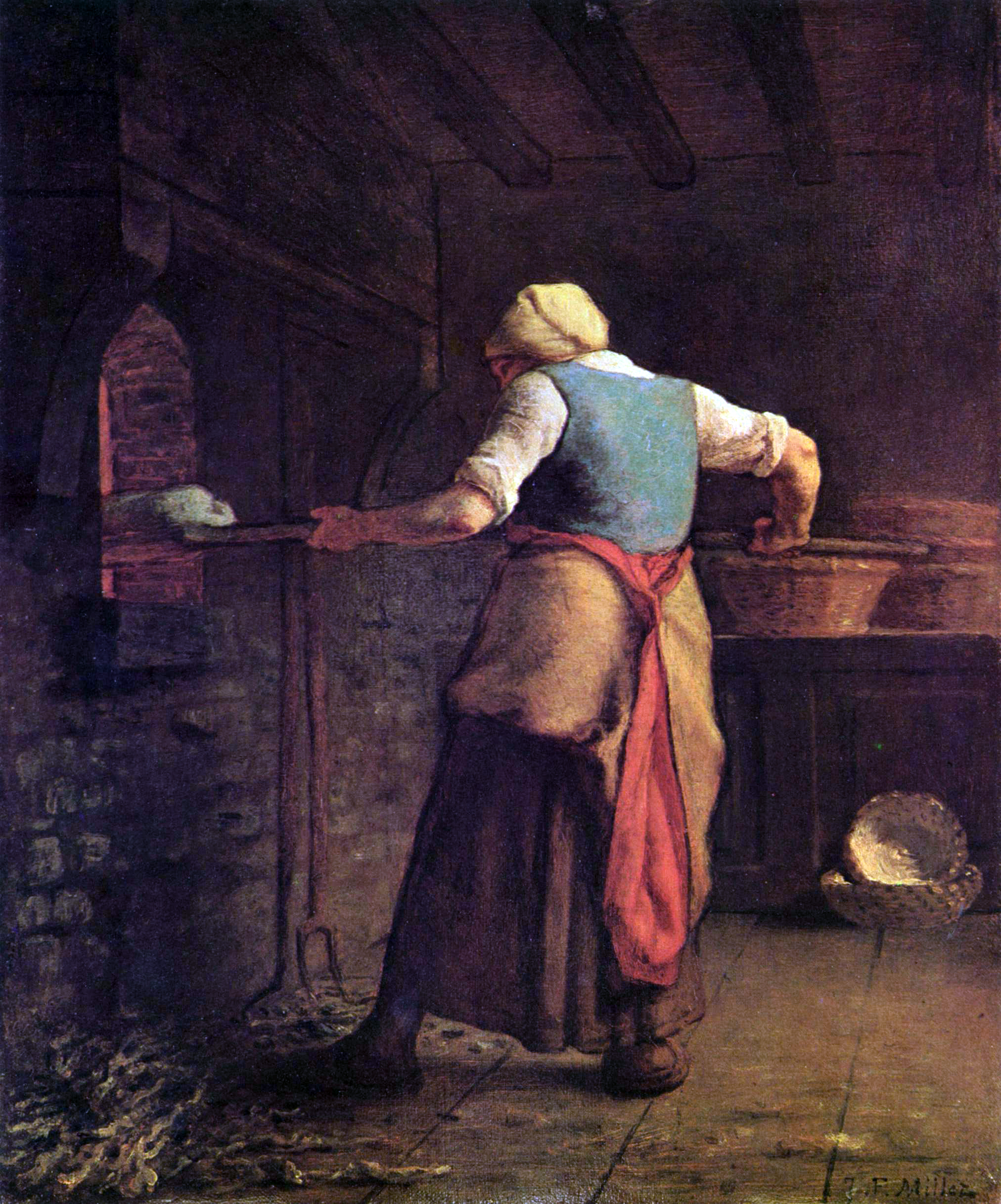
Jean-François Millet, La Fournée (Öl auf Lwd.), 1854, Museum Kröller-Müller, Otterlo

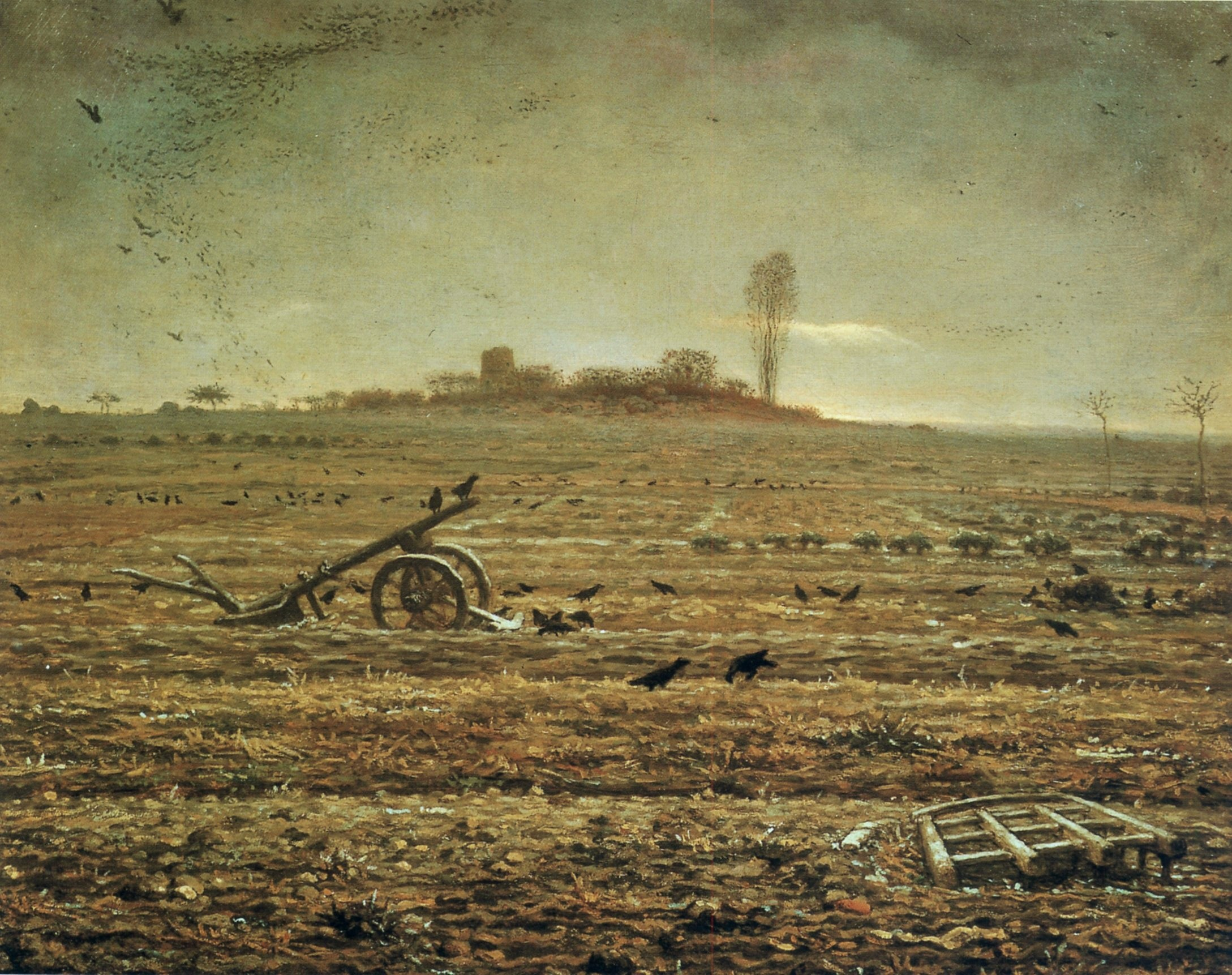
Die Ebene von Chailly mit Egge und Pflug, 1862, Belvedere, Wien

- 1847: Oedipe détaché de l’arbre par un berger  (Ödipus, von einem Hirten vom Baum entfesselt)
- 1848: Le Vanneur (Der Kornschwinger), London, National Gallery
- 1848: Le Vanneur (Der Kornschwinger), Paris, Musée d’Orsay
- 1850: Le Semeur, (Der Sämann), Boston, Museum of Fine Arts
- um 1850: Selbstbildnis, Wien, Belvedere
- 1857: Les Glaneuses (Die Ährenleserinnen), Paris, Musée d’Orsay
- 1857/59: Das Angelusläuten, Paris, Musée d’Orsay
- 1858/60: La petite bergère (Das kleine Hirtenmädchen), Paris, Musée d’Orsay
- 1862: Die Ebene von Chailly mit Egge und Pflug, Wien, Belvedere
- 1868/73: Le printemps (Frühling), Paris, Musée d’Orsay
- 1871/74: L’Église de Gréville (Die Kirche von Gréville), Paris, Musée d’Orsay
- 1872/73: Le parc à moutons, clair de lune